# مقاطعة كريغ (أوكلاهوما)
مقاطعة كريغ (بالإنجليزية: Craig County)‏ هي إحدى مقاطعات ولاية أوكلاهوما في الولايات المتحدة الأمريكية.